# 311
Період тетрархії у Римській імперії. У Китаї править династія Західна Цзінь, в Японії триває період Ямато. У Персії править династія Сассанідів.
На території лісостепової України Черняхівська культура. У Північному Причорномор'ї готи й сармати.

## Події
- Помер імператор Сходу Галерій, проголосивши на смертному ложі принцип свободи віросповідання.
- Максимін Дая назначив своїм співправителем на Сході Ліцинія і відновив переслідування християн.
- Узурпатор Максенцій повернув собі африканські провінції.
- 32-им папою римським стає Мільтіад.
- Виникла єресь донатизму.
- Хунну захопили тодішню столицю Китаю Лоян.

## Померли
- Галерій, римський імператор.